# 1月6日 (旧暦)
旧暦1月6日（きゅうれきいちがつむいか）は、旧暦1月の6日目である。六曜は赤口である。

## できごと

### 日本
- 斉明天皇7年（ユリウス暦661年2月13日） - 斉明天皇が、百済救援の為に難波を出帆[要出典]

### 中国
- 曹魏正始10年（ユリウス暦249年2月5日） - 司馬懿が、高平陵の変を起す

## 誕生日
- 弘治2年（ユリウス暦1556年2月16日） - 藤堂高虎、武将（+ 1630年）
- 文政12年（グレゴリオ暦1829年2月9日） - 仮名垣魯文、戯作者（+ 1894年）
- （グレゴリオ暦1920年2月25日） - 文鮮明、宗教家（+ 2012年）

## 忌日
- 天平宝字元年（ユリウス暦757年1月30日） - 橘諸兄、廷臣、歌人（* 684年）
- 建保3年（ユリウス暦1215年2月6日） - 北条時政、鎌倉幕府初代執権（* 1138年）
- 文政5年（閏1月）（グレゴリオ暦1822年2月27日） - 式亭三馬、洒落本作者（* 1776年）
- 天保2年（グレゴリオ暦1831年2月18日） - 良寛、僧（* 1758年）
- 嘉永3年（グレゴリオ暦1850年2月17日） - 佐藤信淵、経世家（* 1769年）

## 記念日・年中行事
- 六日年越し